# Лукаш Клімек
Лукаш Клімек (чеськ. Lukáš Klimek, 14 листопада 1986, Острава) — чеський хокеїст, нападник. Свою кар'єру хокеїста почав у юнацьких та молодіжних командах ХК «Вітковіце», в сезоні 2003/04 та 2004/05 років виступав за молодіжну збірну Чехії. Сезон 2005/06 років провів у ХЛСШ за клуб «Індіана-Айс» — 57 матчів в регулярному чемпіонаті, набрав 24 очка (10 + 14),а також два матчі в плей-оф. В сезоні 2006/07 повернувся до Чехії, виступав за клуб ХК «Вітковіце», зокрема в складі клубу брав участь у Кубку Шпенглера 2011 та 2012 років. З 2013 року виступає у складі ХК «Спарта» (Прага).